# Дјан
Дјан (фр. Diant) је насељено место у Француској у региону Париски регион, у департману Сена и Марна.
По подацима из 2011. године у општини је живело 196 становника, а густина насељености је износила 17,92 становника/km².

## Демографија
| 1962. | 1968. | 1975. | 1982. | 1990. | 2011. |
| ----- | ----- | ----- | ----- | ----- | ----- |
| 191   | 198   | 197   | 188   | 198   | 196   |